# Terellia vectensis
Terellia vectensis
 es una especie de insecto del género Terellia de la familia Tephritidae del orden Diptera. 
Collin la describió científicamente por primera vez en el año 1937.